# Burim Myftiu
Burim Myftiu (ur. 22 września 1961 w Prizrenie) – jugosłowiański i kosowski fotograf, laureat licznych międzynarodowych nagród fotograficznych.

## Życiorys
Ukończył studia anglistyczne na Uniwersytecie w Prisztinie, obronił następnie magisterium na Kolegji AAB. Na początku lat 80. zaczął pracować w zawodzie fotografa, specjalizował się następnie w fotografii komercyjnej. W 2003 roku założył Photo Arts Collective of Kosovo, był także współinicjatorem festiwalu filmowego DokuFest.
W 2018 roku jego fotografie były wystawione na Dudley and Mary Marks Lea Gallery na University of Findlay, a w 2021 roku także w Narodowej Galerii Macedonii Północnej w Skopju. Zamieszkał w amerykańskim stanie Connecticut.
Członek Arts Council of Greater New Haven.